# 鳳凰衛視中文台
鳳凰衛視中文台（英語：Phoenix Chinese Channel）是鳳凰衛視旗下的主頻道，亦为凤凰卫视第一条频道。以播放新闻资讯节目及纪录片为主，亦会播放部分综艺娱乐节目，於1996年3月31日香港時間晚上7點0分0秒正式开播。该频道前身是1991年开播的卫视中文台（对中国大陆及香港播出部分）。目前频道主要面向中国大陆和香港等地区提供服务。

## 概述
凤凰卫视中文台开播于1996年3月31日，其前身卫视中文台是由卫星电视有限公司（现为迪士尼传媒集团 (亚太)）正式开播，曾是全大中华地区与两岸三地可收视频道，也是中国大陆除广东省外唯一可透过有线电视即可收看的境外电视频道。全大中华地区与两岸三地可收视期间，节目开播前播放的频道形象短片固定使用张妙阳的旁白“欢迎收看卫视中文台”；当时卫视中文台也从英属香港大量购入亚洲电视本港台节目，包括港剧、儿童节目《出位放送组》、烹饪节目《方太美食广场》、资讯娱乐节目《今日看真点》等，加上自制普通话配音与中文字幕后播出。其后，卫星电视有限公司被鲁伯特·默多克的新闻集团收购，随即进行改组。
在卫星电视改组过程中，正在寻找商机的媒体人士刘长乐与默多克合作，并在双方协助下，将卫视中文台分拆，中国大陆部分被改组为凤凰卫视中文台。刘长乐当初认为“娱乐至死”，决心以新闻立台，但此举也因与新闻集团目标相离遭到新闻集团的排斥，以至于新闻集团所属星空传媒再后来又开播了星空卫视。凤凰卫视中文台在成立之初仍有大量遗传自卫视中文台的娱乐节目，但在后来，凤凰卫视中文台的新闻节目占比进一步增加。目前，凤凰卫视中文台播送的节目大部分为新闻及社会哲理类节目，是面向大中华区播出的具有综合新闻性质的电视频道。

## 歷史

### 衛視中文台（1991年10月21日至1996年3月31日）
- 1990年4月7日长征三号火箭成功将亚洲一号卫星送入太空，这为卫视中文台等卫星电视五个频道通过卫星面向亚洲播出奠定基础。
- 1990年8月31日，香港富商李嘉誠次子李澤楷通过和记黄埔公司創立“Quford Limited”，后又于1991年1月31日更名为“和记黄埔电视广播有限公司”，后又更名为「衞星電視有限公司」，英文原名当时為「STAR TV Network」，簡稱「衞星電視」及「STAR TV」，为和记黄埔公司的全资子公司。由于和记黄埔公司当时就拥有拥有亚洲卫星公司三分之一的股份，因此，卫星电视有限公司当时就使用了亚洲一号卫星的24个转发器中的10个。
- 1990年12月，港英政府所属广播事务管理局向和记黄埔所属卫星电视颁发电视牌照，但提出了两个附加条件：不得播出粤语节目、不得向观众收取费用。这两条附加条件是亚洲电视和无线电视出于商业利益考量向港英政府施压的结果，而香港本地大多数民众惯用粤语。这也导致卫星电视难以直接服务本港观众。李嘉诚也因此借媒体指责港英政府，认为其不准香港本地媒体播出香港本地语言节目的政策简直滑天下之大稽。[1]:19
- 1991年8月26日（另有说法称是4月或7月），卫星电视中文台开始向亚洲试播。
- 1991年7月27日左右，卫视中文台播送了香港群星为华东水灾赈灾义演的相关消息。
- 1991年10月21日下午4點30分，衛視中文台正式開播[2]；开播之初首个播出节目为野櫻花（亞洲電視時裝電視劇）。中國電視公司同時洽得衛星電視有限公司播出中視節目，每週一至週五播出帶狀30分鐘兒童節目、60分鐘連續劇，每週六播出綜藝節目與文化節目，開老三台風氣之先[3]。中視首度外銷給衛視中文台播出的節目是綜藝節目《雞蛋碰石頭》。同时，卫视中文台正式启用第一版标识，为绿色方框，上面有“卫视中文台”白色五字。 频道首次播放衛視中文台频道形象短片（ID台呼），同时播放張妙陽的旁白「歡迎收看衛視中文台」。
- 1992年10月21日，衛視中文台在台北國際會議中心大會堂舉辦開播一週年慶祝晚會，由張小燕與黃霑主持，全長140分鐘[4]。
- 至1993年，随着卫星电视在亚洲的收视率不断增长，卫星电视给李嘉诚家族企业带来的亏损却不断增加。例如，中国大陆境内多地转播商没有付费订购卫星电视的版权，反而直接盗播卫星电视播出的频道并向大陆转播，这也导致卫星电视收入难达预期。李嘉诚和李泽楷等人后来决定以多插播广告的方式谋利，但后来卫星电视收到了不少广告商的广告投放请求，这给李氏家族造成了较大的财务统计负担，导致李嘉诚等人建议李泽楷尽快出售卫星电视以缓解财困。李泽楷等人最终决定出售卫星电视，以便减少公司亏损，同时得到更多的技术支持与援助，特别是为卫星电视完善加密电视系统。[1]:19-20
- 1993年5月1日，衛視中文台首次更換標誌，為第二版標誌。1993版标识为两道绿色的平行四边形汇在一起的标识，下方有“卫视中文台”五字，上面的绿色标识与今天的凤凰卫视标识相似，下方的“卫视中文台”五字与今天的卫视中文台LOGO的字体相同，節目更換第二版標誌的台徽以及電視節目開始的頻道形象短片固定使用張妙陽的旁白「您正在收看的是衛星電視中文台」。
- 据《凤凰卫视这些年》记载，在1993年后，默多克曾与亚洲卫星公司合作，优先允许卫视中文台等卫星电视有限公司播出的频道通过亚洲一号播出的权力，并且禁止其他非国有组织在亚洲一号卫星开办与卫视中文台类似的频道。
- 1994年年初，英达导演的反映北京市民日常生活的电视剧《我爱我家》开始在卫视中文台首播（原计划在中国内地电视台实施首播，但内地有关部门最初不予过审，英达只好选择出口转外销），张妙阳同时负责该电视剧节目预告的配音。引发两岸三地观众轰动。随后，由于《我爱我家》节目造成的影响，中国内地有关部门过审了该电视剧，《我爱我家》得以在内地其他电视台播放。同年4月27日，受此影响，《我爱我家》续集启动拍摄。[5]
- 1994年6月30日，衛視中文台更換第三版標誌。1994版标识为一个金黄色椭圆形书法印章标识，在印章内，上半部分之中，“中”、“文”两字使用书法书写字体，“台”字使用宋体字体，“中文台”三字下方则有卫星电视有限公司的1991年版星星标识，節目更換第三版標誌的台徽以及電視節目開始的頻道形象短片固定使用張妙陽的旁白「這裏是衛星電視 您正在收看的是中文台」。
- 1995年，打算创办面向中国大陆播出的卫星电视媒体的刘长乐，与时任新闻集团中国区总裁布鲁斯多佛、时任卫星电视行政总裁戴格里在卫星电视香港总部就卫星电视在中国大陆落地问题进行了长时间的谈判，后谈判地点又转移到北京，双方决定让刘长乐的今日亚洲有限公司和默多克的卫星电视有限公司合资经营卫视中文台。后来，刘长乐觉得新电视台的名字要有中国特色，便将电视台的名字命名为凤凰卫视中文台。1995年6月，双方领导人员又在北京颐和园一游船进行谈判，确定了各自公司面向凤凰卫视的控股比重。刘长乐在1995年间，让美国Three Ring公司负责了凤凰卫视LOGO的设计。[1]:41-44[6]
- 1995年5月8日邓丽君逝世之后，卫视中文台开设了《忘不了您 邓丽君》特别节目，播送邓丽君生前大量影像。
- 1996年1月1日，卫视中文台ID微调，与卫星电视其他频道的1996年统一改版不同的是，卫视中文台只取消了1994版STAR TV统一台呼，而保留了椭圆色金黄色印章标识直到3月31日分拆，这可能与方便其向凤凰卫视中文台过渡有关。同年3月中旬至下旬，卫视中文台就已经出现了在台湾以外亚洲全境播出部分改播凤凰卫视中文台的部分征兆。例如，在《雷霆旗舰》节目预告中，张妙阳配音的旁白就使用了“凤凰启播雷霆旗舰 纵横四海 卫视中文台即将推出”，由“凤凰启播”可知，这疑似在暗示该节目会在其分拆改名为凤凰卫视中文台之后才会播出。[7]

### 鳳凰衛視中文台（1996年3月31日至今）
- 1996年3月31日香港时间晚上7點0分0秒卫视中文台被分拆為只在中國大陸、香港、澳門及东南亚廣播的鳳凰衛視中文台以及在台灣播出的衛視中文台。从当日香港时间晚上7點0分0秒开始，亚洲一号卫星上的卫星电视中文台频谱播出了以下画面：
  - 频道开始播出《相聚凤凰台》。这一刻被认定为凤凰卫视中文台正式开播的一刻。
  - 随后，电视画面转场到香港一栋高楼以外，这栋高楼旁架有一座巨大的卫星锅。一辆劳斯莱斯轿车从远处向近处驶来，随后停车在大楼门口。窦文涛、张铁林等人从劳斯莱斯轿车下车，步入这栋高楼。
  - 电视摄影画面又转场到高楼一层大堂以内，大堂的二层外的幕墙挂有多个“STAR TV”的宣传广告挂幅。窦文涛、张铁林等人步入高楼大堂。
  - 张铁林此时说到：“各位好，欢迎收看“群星相聚凤凰台””，许戈辉说到：“今天是凤凰卫视中文台开播的日子，也是一个非常有纪念意义的大日子”，李辉说到：“全球有50多个国家和地区的人能看到我们的精彩节目”，窦文涛说到：“你会发现我们凤凰卫视中文台有很多不同类型的节目”。
  - 随后，频道首次播放凤凰卫视中文台频道形象短片（ID台呼），同时播放張妙陽的旁白「凤凰卫视中文台 開拓新視野 創造新文化」。此后凤凰卫视的频道形象短片也都继续使用张妙阳的旁白至今。
  - 电视镜头随后又转向刘长乐本人，刘长乐详细解释了“凤凰卫视”命名的背后含义。[8]:50-52

- 在凤凰卫视中文台开播初期，凤凰卫视中文台与卫视中文台仍有大量节目同步播出，甚至发生了在节目预告中出现过卫视中文台1996年版台标、在节目预告中张妙阳将“凤凰卫视中文台”念成“衛視中文台”的播出事故，另外凤凰卫视中文台还在当时播出过卫视体育台的节目预告。但在几年后，在刘长乐等人的推动下，凤凰卫视中文台播出的新闻类节目占比大幅增加，凤凰卫视中文台后来逐步取消了与卫视中文台的节目共享。此外，原本负责为衛視中文台宣传片及节目预告配音的张妙阳、严力耕等人也被调任至凤凰卫视，进入21世纪10年代以后，张妙阳逐渐只负责凤凰卫视宣传片的配音，不再负责星空传媒所属频道宣传片的配音。[9][10]此外值得一提的是，节目导视的背景音乐则继续使用卫视中文台1994年版节目预告所使用的背景音乐。
- 1997年2月，邓小平逝世之后，国际多家媒体抢先报道该新闻。凤凰卫视接收到这一讯息的时间很早，但由于凤凰卫视基本上没有什么新闻节目时段，凤凰卫视没能第一时间播送这一消息，使得中天新闻台抢走风头成为香港第一家播报邓小平逝世消息的媒体。凤凰卫视中文台最终只好播送了对邓小平的纪念特别节目。这也导致刘长乐决定加速凤凰卫视中文台的新闻化进程。[8]:74
- 1997年初，凤凰卫视开始筹备新闻节目，凤凰卫视中文台于3月31日开播一周年之际推出首个时事新闻节目“时事直通车”。 1997年6月，凤凰卫视斥资1200万，首次策划主办大型活动“柯受良驾车飞越黄河”并进行全程直播。凤凰卫视中文台与中国中央电视台第一套节目、亚洲电视本港台联合直播了这一节目。[8]:72同月底凤凰卫视中文台正式进入广东省有线电视网。
- 1997年6月30日至7月3日，鳳凰衛視中文台全程现场直播香港回归中国60小时特别报道。[8]:88-93
- 1998年3月31日开始，凤凰卫视中文台新增一档新闻节目《凤凰早班车》，定于香港时间每天早上7点30分播出。[8]:102
- 1998年7月2日香港時間正午12點0分0秒，鳳凰衛視中文台全程现场直播新香港国际机场位於香港離島區大嶼山赤鱲角舉行正式开幕仪式4小时特别报道。
- 1999年，凤凰卫视中文台更换新ID，但节目预告和其他部分包装保持原样。其中新ID的背景音乐也首次启用，这一音乐被使用至今。ID的旁白被微调，是张妙阳配音的“您收看的是凤凰卫视中文台”；同年，凤凰卫视中文台播出大型历史专题片《北大缤纷一百年》，纪念北京大学成立100周年。[8]:105
- 1999年5月8日，因五八事件（中国驻南斯拉夫大使馆被炸），凤凰卫视在当日香港时间晚上21点30分《时事直通车》结束后临时插播《中国人今天说不》，谴责以美国为首的北约对中驻南联盟大使馆的轰炸，并对该事件做专题报道。[8]:120-125
- 1999年8月，凤凰卫视中文台开播新闻评论节目《时事开讲》。[11]:126
- 1999年12月19日至12月21日，凤凰卫视中文台全程现场直播澳门回归中国48小时特别报道。
- 1999年12月31日跨年除夕夜香港時間下午5點30分0秒至2000年1月1日公曆新年香港時間下午5點29分59秒，鳳凰衛視中文台及香港电视广播有限公司翡翠台并机播出与英国广播公司（BBC）等世界上62个国家和地区78家电视机构合作完成的《相逢2000年》24小时直播报道在跑馬地馬場舉行慶祝香港踏入2000年（千禧年）的大型跨年慶典活動——龍騰燈耀慶千禧。
- 2000年12月31日跨年除夕夜香港時間下午4點0分0秒至2001年1月1日公曆新年香港時間凌晨1點59分59秒，鳳凰衛視中文台及鳳凰衛視資訊台并机播出10小时特别节目《新世纪》。
- 2001年1月1日公曆新年香港时间午夜0點0分0秒，凤凰卫视中文台及凤凰卫视资讯台并机播出的凤凰卫视资讯台舉行正式开播仪式时首个节目为《凤凰正点播报》。凤凰卫视各節目開播前播放的頻道形象短片固定使用張妙陽的旁白「您正在收看的是鳳凰衛視資訊台」。也从同一年开始，凤凰卫视的新闻节目直播逐渐不再与香港卫星电视（STAR TV）共用演播室，改用其与卫星电视同一台址（香港九龙红磡海滨广场一座）9楼凤凰卫视自主搭建的演播室进行制播。[12]:175
- 2001年7月13日香港时间下午13点（莫斯科时间早上8点）开始，凤凰卫视中文台与资讯台并机对国际奥委会第112次全会进行直播。国际奥委会第112次全会最终宣布北京是2008年夏季奥运会的举办城市，凤凰卫视两台直播了上述过程。[13]:187
- 2001年9月11日香港时间晚上21点半，凤凰卫视中文台与资讯台、欧洲台、美洲台，在《时事直通车》节目播送至末尾时，全程直播美国911事件现场美国纽约世贸中心双子塔和美国华盛顿五角大楼飞机撞击事故现场，并且实时直播了世界贸易中心一号大楼和二号大楼倒塌的全过程，进行了长达36小时的紧急直播报道，这使得凤凰卫视成为大中华区第一家直播美国911事件的电视媒体，此举迅速奠定了凤凰卫视第一手报道国际突发新闻的地位，在中国民间由此出现了“大事看凤凰”一说。[13]:189-195
- 2001年10月，凤凰卫视中文台、电影台获国家广电总局批准落地广东珠三角地区。
- 2002年，凤凰卫视中文台播出提示，指出凤凰卫视中文台在亚洲一号卫星上的模拟电视信号自2002年10月开始停播（因为亚洲一号卫星已经达到寿命期限），并提醒观众和转播商做好信号切换准备。但后来亚洲一号的中文台信号停播时间被延后至2003年3月，在此期间，亚洲一号卫星上的凤凰卫视中文台信号右上角出现了“模拟讯号”字样。这也标志着中文台自1991年7月以来在亚洲一号卫星上的广播历史被画上句号。[14]
- 2003年1月1日，凤凰卫视中文台更换新版包装和ID。此次改版又临时恢复了1996年版凤凰卫视中文台ID的背景音乐，旁白为张妙阳配音的“这里是凤凰卫视 您正在收看的是中文台”。另外节目预告的包装也被更换，其中，1994年版卫视中文台节目导视的背景音乐在此次改版后不再使用，此次改版启用的新版节目导视的音乐则一直沿用至2023年凤凰卫视中文台更换为白色包装以后；节目预告所使用的包装也不再跟随1996年原香港卫星电视（STAR TV）各频道改版时使用的节目预告包装统一风格，转而改用其他款式的包装。
- 2005年，凤凰卫视中文台再一次更换新版包装和ID。此次改版恢复了1999年版凤凰卫视中文台ID的背景音乐，旁白为张妙阳配音的“您正在收看的是凤凰卫视中文台”。另外节目预告的包装也再次被更换。
- 2008年，凤凰卫视中文台又一次更换新版包装和ID，此后到2022年凤凰卫视中文台改版期间，凤凰卫视中文台的节目包装基本成型。在这一版本的凤凰卫视中文台ID台呼中，两只金色凤凰飞翔到一起，最后旋转变身为凤凰卫视的LOGO。台呼仍然与上一版维持不变。
- 2009年3月31日，凤凰卫视中文台连同所有凤凰卫视频道的信号播控迁址至香港大埔工業邨大景街2-6號。这也标志着凤凰卫视中文台不再与星空传媒共用台址和播控系统。也由于迁址等造成的缘故，星空传媒官网（startv.com）从频道序列中移除了凤凰卫视中文台等凤凰卫视频道。
- 2014年1月1日，凤凰卫视中文台、资讯台、香港台、欧洲台、美洲台开始高标清16:9同步播出（资讯台从2013年7月1日起开始播出高清版），亚太6号转播的凤凰卫视则压缩成4:3格式播出。
- 2016年，正值凤凰卫视中文台开播20周年、卫视中文台开播25周年之际，凤凰卫视中文台进行改版（实际上也是对2008年版台呼的微调），ID台呼中飞翔的凤凰颜色由金色变为彩色。台呼和包装除凤凰由金变彩外与2008年版相比基本不变，仍为张妙阳配音的“您正在收看的是凤凰卫视中文台”。在2016年期间，凤凰卫视中文台的ID台呼还短暂出现了“20th”字样标注在凤凰卫视LOGO旁边。
- 2022年1月1日公曆新年香港时间午夜0点0分0秒，鳳凰衛視中文台和資訊台统一以蓝色背景金色凤凰的包装，四档新闻快车及新闻时段统一片头。原有黄色跑马字幕及右侧蓝色股市例已被取消，改由红色资讯栏上下滚动，同时各節目前播放的頻道形象短片仍然使用張妙陽的旁白「您正在收看的是鳳凰衛視」。
- 2023年1月1日公曆新年香港时间早上7点0分0秒，鳳凰衛視中文台和資訊台统一更换为以白色为背景的金色凤凰的频道包装。
- 2023年12月31日至2024年1月1日香港时间午夜23点至0点多，凤凰卫视中文台与资讯台直播了北京首钢园、香港维多利亚港、台北101大楼的跨年烟花晚会。
- 2025年3月22日起，凤凰卫视中文台将在香港时间每周六播出外购自BBC Earth的纪录片《亚洲》，并以中文播出。[15]

## 節目
（关于前身“卫视中文台”时期的节目，请见词条卫视中文台#曾经播出节目。）

### 新聞播報
- 《鳳凰洲际快車》（原凤凰子夜快车）（Phoenix Midnight Express）：每天 00:00-01:00（與鳳凰衛視資訊台同步播出）。
- 《鳳凰早班車》（Phoenix Morning Express）：每天 07:00-09:00（與鳳凰衛視資訊台同步播出）。
- 《鳳凰午間專列》（Phoenix Midday Express）：每天12:00-13:00（與鳳凰衛視資訊台同步播出）。
- 《时事直通车》（Phoenix Evening Express）：每天21:00-22:00（與鳳凰衛視資訊台同步播出）
- 《凤凰正点播报》（中文台部分时候播出）
- 《凤凰观天下》（中文台19:30-20:00首播，次日05:30-06:00、13:00-13:30重播、17:00-17:30重播）
- 《凤凰冲击播》（中文台20:30-21:00首播，次日03:00-03:30、16:00-16:30重播）

### 其他节目
- 《有报天天读》
- 《凤凰大视野》
- 《皇牌大放送》
- 《纪录大时代》
- 《亚洲财经透视》
- 《风云对话》
- 《凤凰聚焦》
- 《问答神州》
- 《军情观察室》
- 《筑梦天下》
- 《凤凰全球连线》
- 《石评天下》
- 《纪录大时代》
- 《总编辑时间》
- 《发现大湾区》
- 《空间观策》
- 《今日看世界》
- 《新闻今日谈》
- 《发现新主播》（周年特备选秀节目）
- 《香港新视点》(凤凰卫视香港台制作，以粤语播出)
- 《香港热厨房》(凤凰卫视香港台制作，以粤语及普通话播出，前身为《解码香港》，曾于2025年1月至3月暂停播映)
- 《亚洲》（由英国广播公司BBC Earth制作的纪录片，凤凰卫视中文台外购并译为中文播出）
- 《X+》（第二季）（2025年7月7日起）
- 《我们和牠们》（宠物纪实节目）

### 已停播节目
- 《财经报道》（1991年于卫视中文台开播，1996年随卫视中文台分拆而转移至凤凰卫视中文台播出，1998年并入《时事直通车》成为其中环节，后已更名。）[16]
- 《锵锵三人行》（1998年开播，2017年中共十九大前夕被国家广电总局下令停播）
- 《时事辩论会》（2017年中共十九大前夕被国家广电总局下令停播）
- 《震海听风录》（2017年中共十九大前夕被国家广电总局下令停播）
- 《冷暖人生》

## 频道文化

### 台标变化

#### “卫视中文台”时期（1991年-1996年）
从1991年10月21日卫视中文台开播至今，凤凰卫视中文台及其前身卫视中文台（大陆及港澳等地亚洲一号卫星播出部分，不包括1996年以后的台湾部分），在播放电视节目时显示台标，而在广告时段不显示台标。这种情况在中国大陆观众熟知的电视频道中十分罕见。
在1991年10月21日至1993年4月30日，卫视中文台台标悬挂在电视屏幕右上角。1993年4月30日至今，凤凰卫视中文台及其前身卫视中文台的台标均悬挂在屏幕左上角。
1991年10月21日至1993年4月30日，卫视中文台右上角悬挂白黄相间的旧版星星标识台标。（白色五角星，右侧菱角写有TV）
1993年5月1日至1994年6月29日，卫视中文台在左上角悬挂透明的旧版星星标识台标。（透明五角星，右侧菱角写有透明的TV）
1994年6月30日至1995年12月31日，卫视中文台悬挂椭圆形书法印章金黄色标识台标，与ID的标识相同。
1996年1月1日至1996年3月31日19时，卫视中文台悬挂透明五角星，右侧菱角写有“中文台”透明斜体字的台标。

#### “凤凰卫视中文台”时期（1996年-今天）
1996年3月31日十九时至2001年1月1日0时，凤凰卫视中文台使用具有一定透明度的、完全填充橙色的凤凰卫视logo台标。
2001年1月1日0时至2014年1月1日0时，凤凰卫视中文台使用具有光辉效果的橙色凤凰卫视logo台标。
2014年1月1日0时至今，凤凰卫视中文台使用具有光辉效果、经过微调的橙色凤凰卫视logo台标，凤凰卫视logo旁有“HD”两字，表明凤凰卫视中文台实行高清播出。

## 各地版本播出
| 播出地區 | 播出頻道                                             | 播出語言/字幕      |
| -------- | ---------------------------------------------------- | ------------------ |
| 中国大陆 | 广东有线电视网等大陆境内部分地区有线电视业者、凤凰秀 | 中文配音和繁体字幕 |
| 香港     | Now tv、mytvsuper                                    | 中文配音和繁体字幕 |
| 澳門     | 澳門有線電視、澳門基本電視頻道                       | 中文配音和繁体字幕 |
| 马来西亚 | unifiTV、NJOI、Astro                                 | 中文配音和繁体字幕 |
| 新加坡   | 星和視界                                             | 中文配音和繁体字幕 |

## 外部連結
- 鳳凰衛視官方網站 （页面存档备份，存于）